# Jedová (Nízký Jeseník)
Jedová, s výškou 633 m n. m., je turisticky populární kopec v Domašovské vrchovině (pohoří Nízký Jeseník), který se nachází severo-severovýchodně od vesnice Pohořany části obce Dolany a západně od Hrubé Vody v okrese Olomouc v Olomouckém kraji. Na kopci se nachází vysílač a také vyhlídka. Na vrchol vede turistická stezka a několik lesních cest. Západním směrem pod kopcem se nachází studánka Pod Jedovou a studánka U Kostelní cesty a ještě dále studánka u Šifrové jeskyně a Šifrová jeskyně. Jedová se nachází v Přírodním parku Údolí Bystřice. Kopec je dobře viditelný z Olomouce a okolní  nížiny Haná jako dominantní vrchol "horské hradby" Nízkého Jeseníku. V první polovině 20. století se na vrcholu Jedové nacházela dřevěná rozhledna a existují plány postavit na tomto místě novou rozhlednu.

## Další informace
Název Jedová pravděpodobně pochází ze staročeké podoby slova Jedlová.

## Galerie

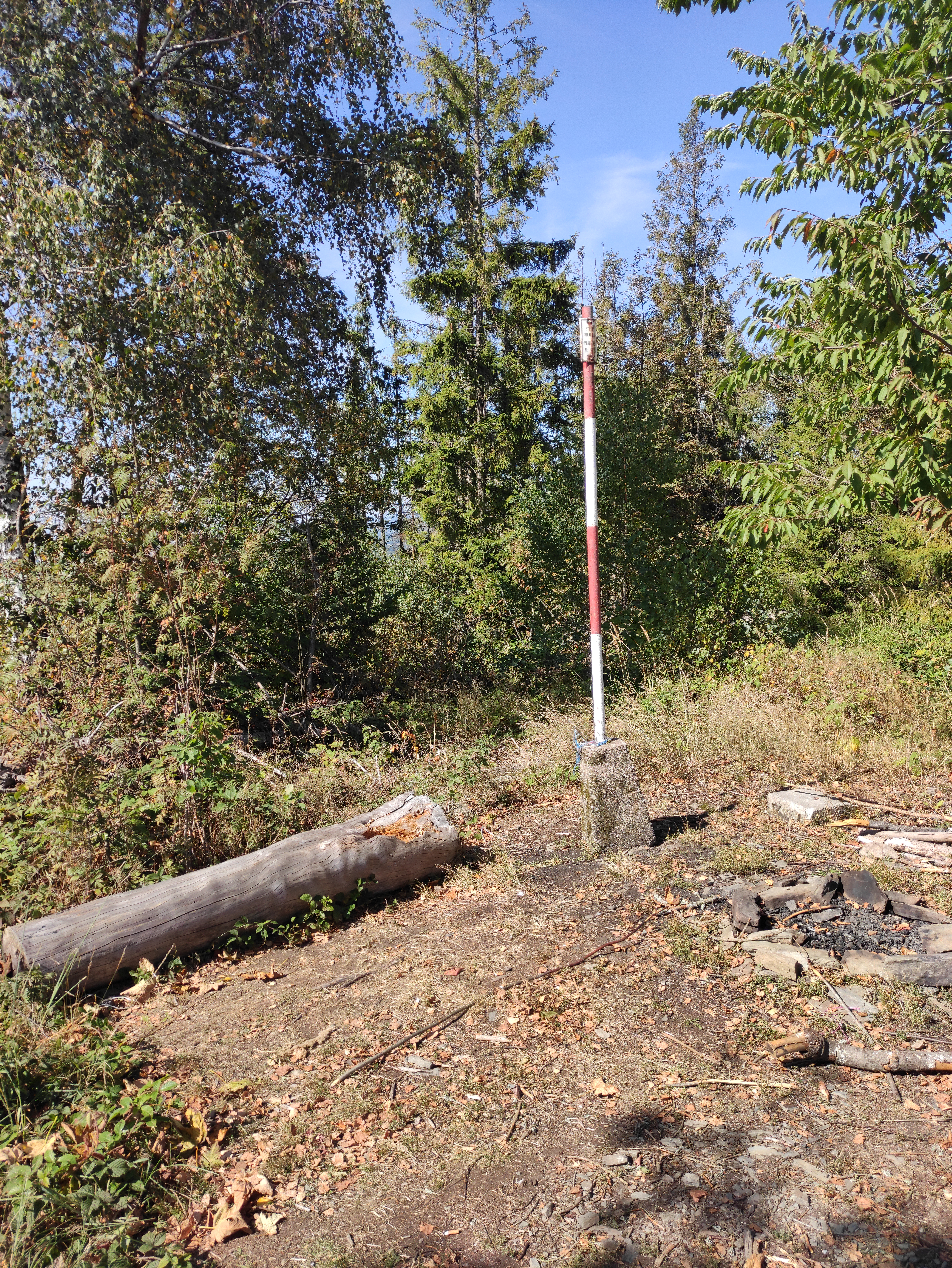
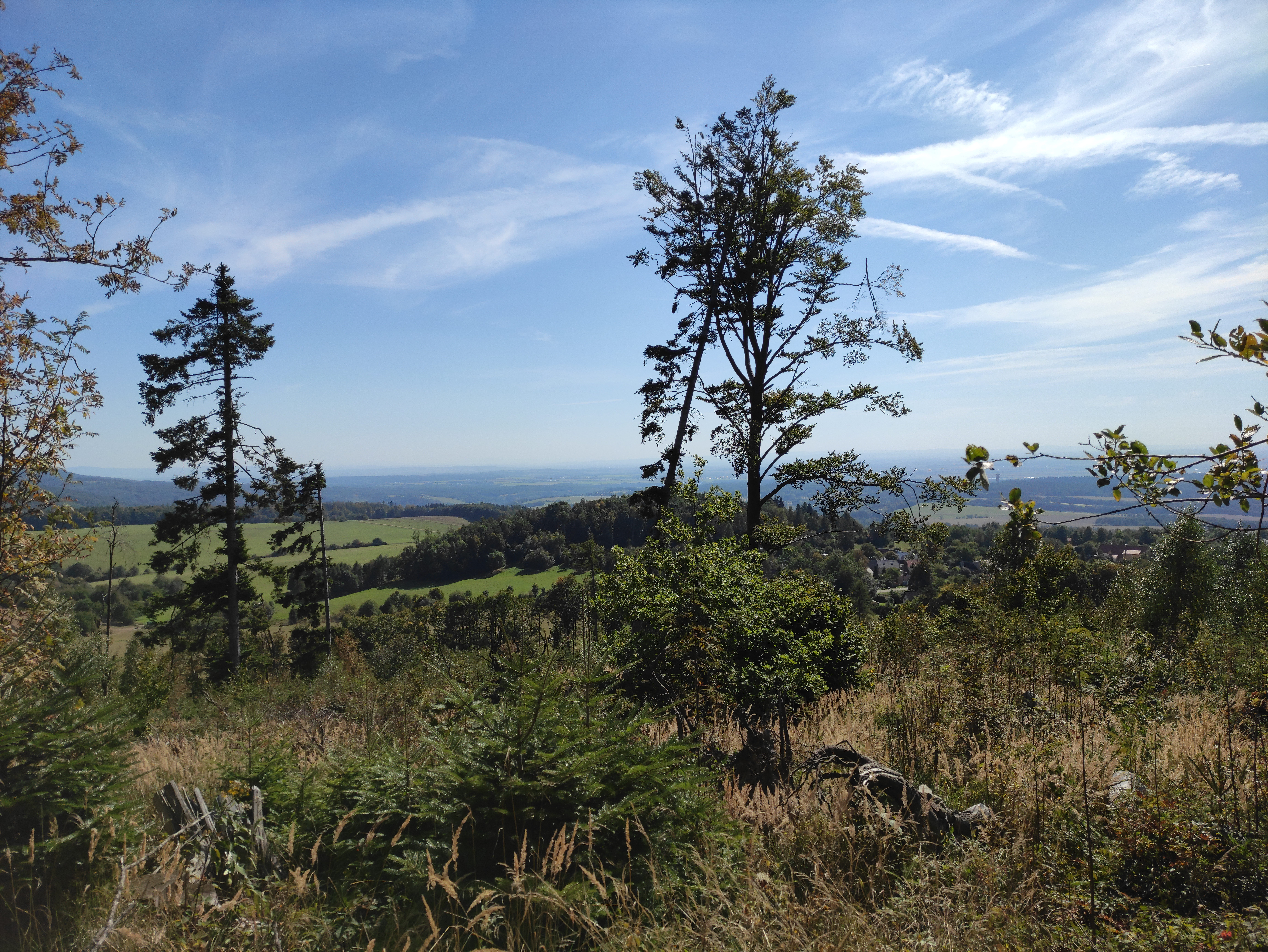